# Mar'rallang
Dans la mythologie aborigène, Mar'rallang (littéralement « les deux en une ») est le nom partagé par deux jumelles. Elles se marièrent toutes deux au même homme.

## Récit
Mar'rallang sont deux sœurs jumelles à l'apparence identique, vivant ensemble et portant le même nom. Ayant entendu parler d'un jeune chasseur, elles se portèrent à sa rencontre. Le surprenant lors d'une partie de chasse, l'aînée des sœurs se cache dans un buisson et imite le cri de la femelle de l'émeu. Attiré par le bruit, le chasseur la découvre riant de lui. Quelques jours plus tard, la cadette lui joue le même tour. Tombé sous le charme des deux sœurs, le chasseur les épouse contre l'avis de son oncle. Celui-ci, contrarié, cherche conseil auprès de Nebalee, homme sage du ciel et frère du Grand Esprit. Il reçoit comme conseil de séparer son neveu des deux femmes.
Pour les séparer, l'homme choisit d'utiliser le feu. Une nuit, profitant de leur sommeil, il met le feu à leur campement. Réveillés par le bruit et la fumée, le jeune chasseur et ses femmes se retrouvent vite encerclés et piégés. Ne voyant aucune échappatoire, le chasseur confie sa lance à ses femmes et prie Nebalee de sauver les deux Mar'rallang, se moquant de son propre sort. Nebalee y répond en faisant monter la lance à laquelle se tiennent les Mar'rallang vers le ciel. Le mari voit ses femmes disparaître mais avant de sombrer dans l’inconscience à cause de la fumée, il entend une voix lui dire « de prendre sa place parmi les étoiles pour rappeler aux gens de penser aux autres avant de penser à soi-même ».
On ignore à quelles étoiles est rattaché le récit mais le héros chasseur serait associé à Mars.